# Segunda Câmara (Países Baixos)
A Segunda Câmara (em holandês: Tweede Kamer der Staten-Generaal, ou simplesmente Tweede Kamer) é a câmara baixa do parlamento bicameral dos Países Baixos, os Estados Gerais, a outra é a Primeira Câmara. A Segunda Câmara tem 150 membros que são escolhidos através de eleições usando uma representação proporcional. Sua sede é o Binnenhof, em Haia.

## Funções

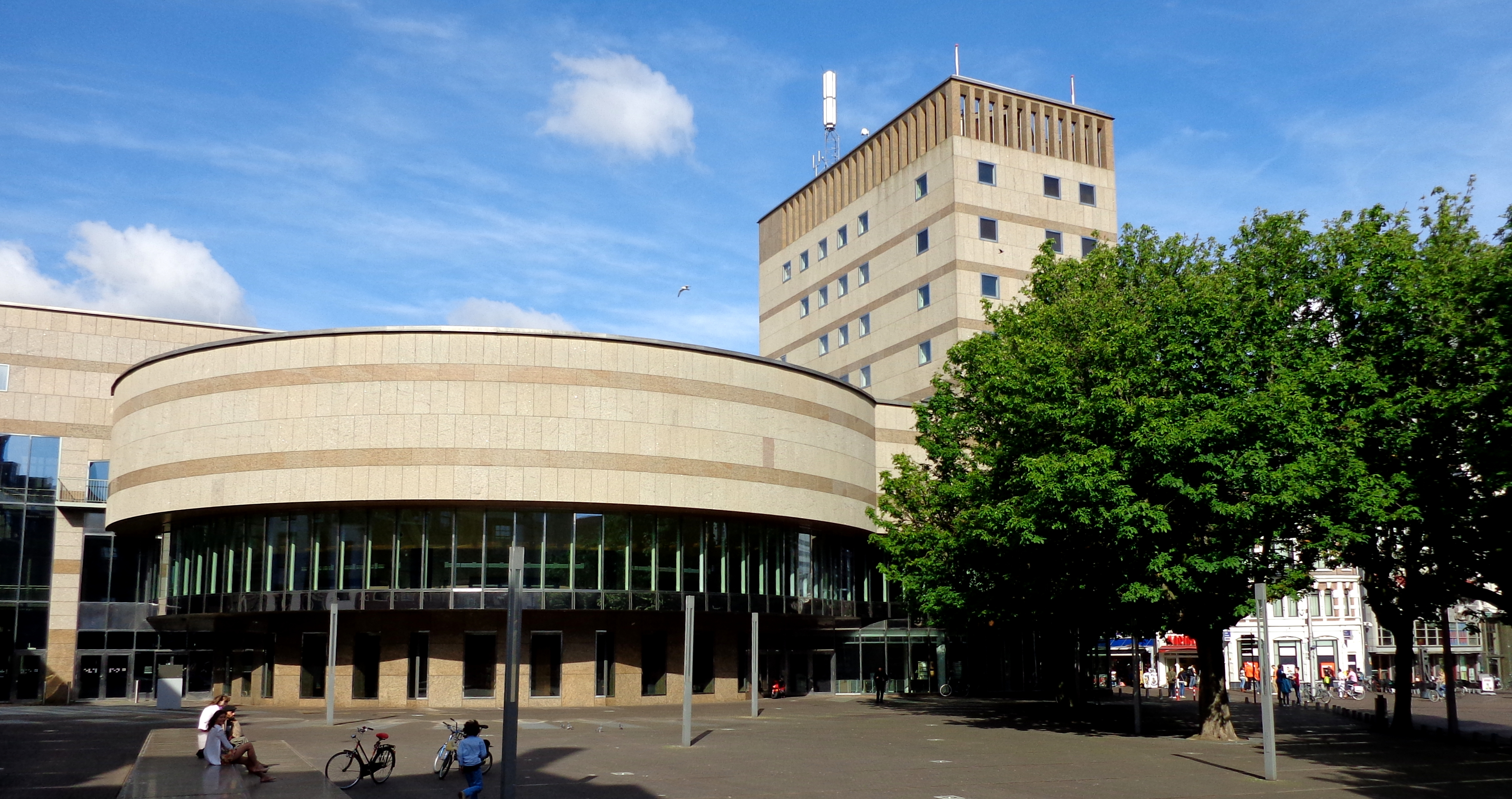
Exterior do prédio da Segunda Câmara no Binnenhof

A Segunda Câmara é a principal câmara do parlamento, onde a discussão de propostas de legislação e a revisão das ações do governo ocorrem. Tanto o governo como a própria Segunda Câmara têm o direito de propor legislação. A Segunda Câmara o discute e, se aprovado por uma maioria, o envia para a Primeira Câmara. A revisão das ações do governo toma a forma de interrogatórios formais, o que pode resultar em moções instando o governo a tomar ou se abster de certas ações. Nenhum indivíduo pode ser um membro do parlamento e do governo, exceto em um gabinete de vigilância que ainda não foi sucedido quando uma nova casa é juramentada.
A Segunda Câmara também é responsável pela primeira rodada da escolha dos juízes do Supremo Tribunal dos Países Baixos. Submete à Segunda Câmara uma lista de três nomes para cada posição vaga no governo. Além disso, elege o Provedor de Justiça holandês e as suas filiais.